# セヴァストポリ (小惑星)
セヴァストポリ (2121 Sevastopol) は、小惑星帯に位置する小惑星である。タマワ・スミルノワがクリミア天体物理天文台で発見した。
クリミア半島の軍港都市、セヴァストポリに因んで名付けられた。
2010年7月23日から8月24日にかけて行われた観測によって衛星が発見された。衛星（仮符号 S/2010 (2121) 1）の直径は4.3kmほどで、軌道は未確定だが37.1時間の周期で公転している。